# Candidature en 1968 des députés français de la 3e législature

Liste des candidatures en 1968 des députés français de la 3e législature de la Cinquième République et d'une éventuelle candidature à leur réélection lors des élections législatives des 23 et 30 juin 1968. Les députés en fonction sont présentés au moment du scrutin et de la fin de la mandature. L'année indiquée est celle de leur première élection à l'Assemblée nationale, les mandats pouvant cependant ne pas avoir été continus. 
154 députés sortants sont réélus, dont 142 appartenant à la majorité présidentielle. L'UDR présente 238 députés sortants. Les gaullistes obtiennent 89 sièges par victoire de leurs députés sortants et en perdent 1 par défaite d'un député sortant.  